# Райан, Тони
Томас Энтони «Тони» Райан (англ. Thomas Anthony "Tony" Ryan; 2 февраля 1936, Тёрлс, Северный Типперэри, Ирландия — 3 октября 2007, Селбридж, Ленстер) — ирландский миллиардер, филантроп и бизнесмен, создатель бюджетной авиакомпании «Ryanair».
Вместе с Кристофером Райаном и Лиамом Лонерганом был основателем Guinness Peat Aviation (GPA), а также соучредителем Ryanair. В настоящее время компания Ryanair является одной из крупнейших авиакомпаний в Европе и по состоянию на 2012 год её капитализация оценивается в более чем 10 миллиардов долларов США.

## Деловая карьера
Райан первоначально работал в ирландской авиакомпании Aer Lingus, а затем организовал лизинг самолётов, сдавая в аренду свой самолёт в зимние месяцы, когда количество полётов было небольшим.
В 1975 году вместе с Aer Lingus и Guinness Peat Group он основал компанию Guinness Peat Aviation (позже GPA Group), компанию по лизингу самолётов, в которую инвестировал 50 000 долларов. GPA выросла до крупнейшей в мире лизинговой авиакомпании, её капитализация достигла 4 миллиардов долларов. Но в 1992 году после отмены запланированного IPO эта сумма значительно уменьшилась. Райан заработал 55 миллионов евро от продажи AerFi (преемника GPA) в 2000 году. Райан был налоговым изгнанником, который жил в Монте-Карло, но также владел конезаводом недалеко от своего дома в округе Долла Типперэри. Он был седьмым самым богатым человеком из Ирландии в списке Sunday Times Rich 2007 года с более чем 1,5 млрд евро (1 млрд фунтов).
За эти годы Райан помог вырастить двух успешных бизнес-протеже — Дениса О’Брайена и Майкла О’Лири, которые оба стали миллиардерами.
Райан имел почётные докторские степени в нескольких университетах, включая Тринити-колледж, Дублин, Национальный университет Ирландии, Голуэй и Университет Лимерика.

## Филантропия
Райан был активным и инновационным спонсором университетского образования в Ирландии. В 1993 году он подарил принадлежавший ему Институт морских наук (ИМН) университету «NUI Galway», после чего ИМН был назван Институтом морских наук имени Мартина Райана (отца Тони). Вообще Тони Райан проявлял огромный интерес к развитию морской науки и аквакультуры на западе Ирландии. Он также финансировал Академию предпринимательства Райана в технологическом парке Ситиуэст, который находится в ведении Дублинского городского университета.
В 2001 году Райан приобрёл ферму Каслтон возле Лексингтона, Кентукки, у семейного фонда Ван Леннепа. Райан переименовал его в Castleton Lyons и произвёл ремонт недвижимости, возвратив здания к их первоначальному виду.
На момент своей смерти владел 16 % Tiger Airways, компании дисконтного авиаперевозчика, которая была основана в декабре 2003 года и базируется в Сингапуре.

## Смерть
В конце жизни Райан жил в Лион-Демесне в Ардклох, графство Килдэр. Он скончался 3 октября 2007 года в возрасте 71 года от рака поджелудочной железы. У него были другие дома в Лондоне, Каслтон Лайонс, конный завод в Кентукки, винзавод Шато-Лакомб под Бордо и недвижимость на Ибице. Его старший сын, Катал, умер всего через три месяца, в возрасте 48 лет и тоже от рака.